# Phreatia myriantha
Phreatia myriantha är en orkidéart som beskrevs av Rudolf Schlechter. Phreatia myriantha ingår i släktet Phreatia och familjen orkidéer. Inga underarter finns listade i Catalogue of Life.